# Lobopsammia cariosum
Espèce
Lobopsammia cariosum est une espèce éteinte de coraux de la famille des Dendrophylliidae.